# QMF-Skandal

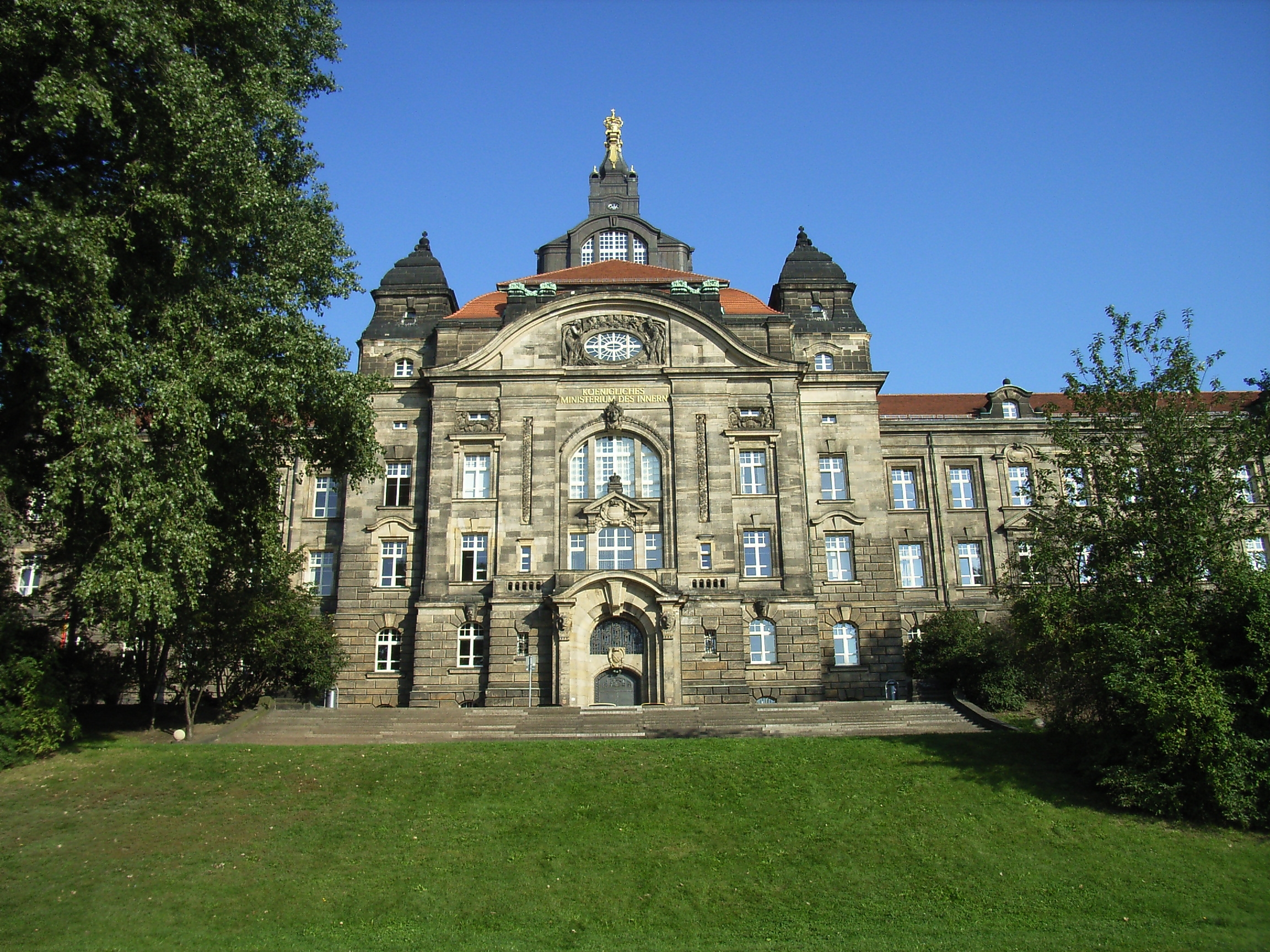
Sächsische Staatskanzlei in Dresden

Der QMF-Skandal ist eine 2004 aufgedeckte politische Affäre im Wirtschaftsministerium des Freistaates Sachsen. 

## Vorgeschichte
Mitte der 1990er Jahre wurde das Zentrum Mikroelektronik Dresden (ZMD) privatisiert und an die Sachsenring AG verkauft. Mehrere hundert der im Zuge der Transaktion entlassenen Arbeitnehmer wurden zur Weiterbildung beziehungsweise zur Ableistung von Praktika unter anderem zur 1998 eigens zu diesem Zwecke gegründeten „Qualifizierungs-Gesellschaft für Mikroelektronik und Fahrzeugtechnik“ (QMF) geschickt. Für die Kosten dieser Maßnahmen nahm die Sächsische Staatsregierung von 1999 bis 2001 Fördermittel des Europäischen Sozialfonds ESF in Anspruch. Tatsächlich erfolgten jedoch keine Qualifizierungsmaßnahmen, vielmehr wurden die Beschäftigten an ihren alten Arbeitsplätzen auf Kosten der Europäischen Union weiterbeschäftigt. Insgesamt sollen circa 21 Mio. € geflossen sein. Eine Rückforderung der an QMF und andere Empfänger zu Unrecht gewährten Zahlungen dürfte schwierig sein, zumal QMF Anfang 2004 in Insolvenz ging.

## Strafverfolgung

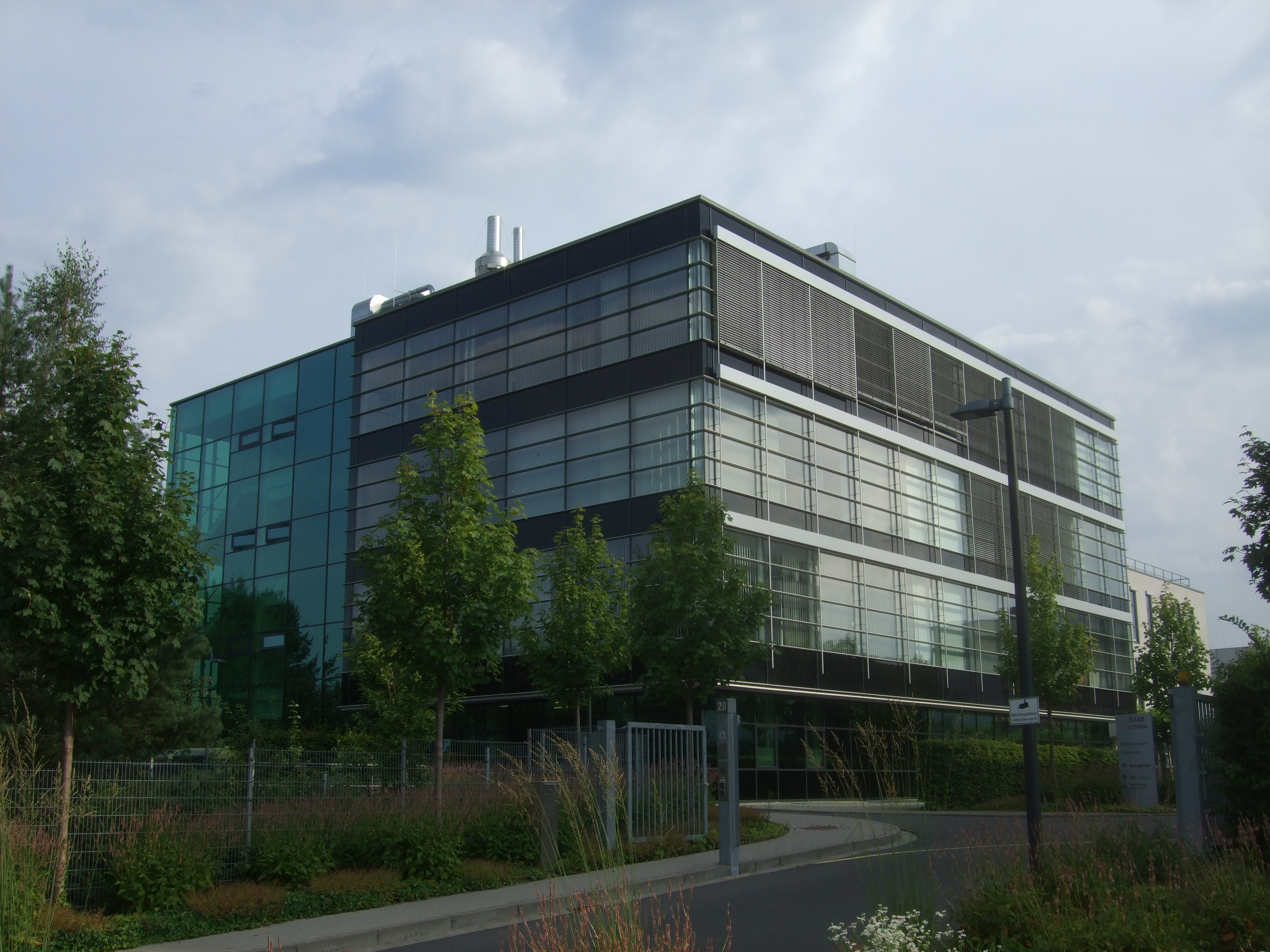
ZMD-Niederlassung in Dresden

Nachdem die Unregelmäßigkeit bei einer Routine-Stichprobe durch EU-Prüfer im Juni 2003 aufgefallen waren, durchsuchte die Sonderermittlungskommission INES der Staatsanwaltschaft Dresden im Mai 2004 zeitgleich bundesweit 30 Objekte, darunter auch Räume des Sächsischen Staatsministeriums für Wirtschaft und Arbeit. Daraufhin wurden Ermittlungen gegen 16 Personen eingeleitet; der ehemalige Abteilungsleiter Arbeit im Wirtschaftsministerium, Hans Neufischer, sowie der ehemalige QMF-Geschäftsführer Helmut Stachel wurden in Untersuchungshaft genommen. 

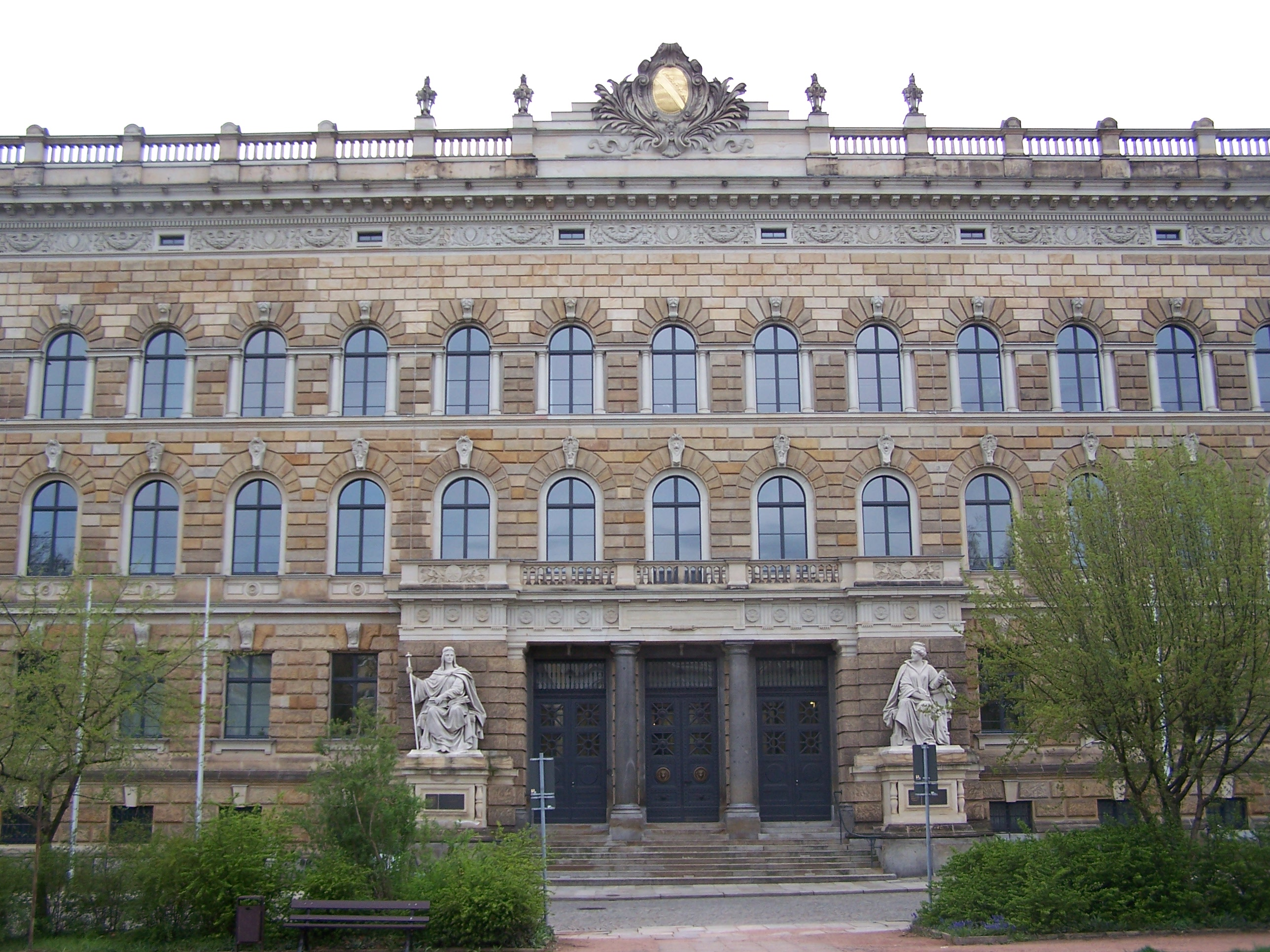
Eingang zum Landgericht Dresden

Im August 2005 erhob die Staatsanwaltschaft Anklage wegen Untreue gegen Neufischer, den Abteilungsleiter Wirtschaftsförderung Ulrich Schlicht sowie gegen den zuständigen Staatssekretär Wolfgang Vehse, im August 2006 auch gegen den damaligen Wirtschaftsminister Kajo Schommer. Der Schaden wurde zuletzt auf circa 7 Mio. € beziffert. 
Wolfgang Vehse wurde am 12. September 2008 vom Landgericht Dresden wegen uneidlicher Falschaussage zu einer Geldstrafe von 27.000 € verurteilt. Das Gericht rechnete dabei eine Freiheitsstrafe von fünf Monaten auf Bewährung in eine Geldstrafe zu 150 Tagessätzen je 180 € um. Vom Vorwurf der Beihilfe zur Untreue wurde Vehse aber freigesprochen. Sein Revisionsantrag wurde vom Bundesgerichtshof am 25. März 2009 abgewiesen.
Auch bei Hans Neufischer kam das Landgericht am 8. April 2009 zu einem Urteil: Elf Monate und zwei Wochen Freiheitsstrafe, ausgesetzt auf Bewährung. Neufischer legte gegen das Urteil Revision ein.